# Wednesday (serial)
Wednesday este o comedie americană de groază, creată de Alfred Gough și Miles Millar, bazată pe Familia Addams de Charles Addams. În rolurile principale: Jenna Ortega, Gwendoline Christie, Riki Lindhome, Jamie McShane, Hunter Doohan.
A fost difuzat de Netflix pe 23 noiembrie 2022 în  România.

## Distribuție română
- Maia Morgenstern- Hester Frump
- Eugenia Șerban- Connie
- Corina Dănilă - Dr Rachael Fairburn

## Intriga
După ce a fost exmatriculată din liceu pentru că a încercat să-i omoare pe bătăușii care-l terorizau pe Pugsley, fratele ei, Wednesday Addams începe să meargă la Nevermore Academy, școala de monștri unde, odinioară, au învățat și părinții ei, Gomez și Morticia. În vreme ce încearcă să fie acceptată și se luptă cu abilitățile care-i provoacă viziuni, Wednesday investighează o serie de crime comise de un monstru ciudat.

## Distribuția

### Rolurile principale
| Actor                            | Actor               | Descriere |
| -------------------------------- | ------------------- | --- |
| Wednesday Addams                 | Jenna Ortega        | O adolescentă goth cu abilități paranornale. Este trimisă la Nevermore Academy, o școală pentru ființele înzestrate cu puteri, din cauza faptului că a făcut tot felul de farse la alte școli. |
| Larissa Weems                    | Gwendoline Christie | Directoare și fostă studentă a Academiei Nevermore, cândva colega de cameră a Morticiei Addams.                                                                                                |
| dr. Valerie Kinbott              | Riki Lindhome       | O terapeută pe care Wednesday o vizitează ocazional. |
| Donovan Galpin                   | Jamie McShane       | Un șerif dintr-un oraș mic care este suspicios față de Nevermore Academy și mai ales de Wednesday.                                                                                             |
| Tyler Galpin                     | Hunter Doohan       | Fiul șerifului Donovan care lucrează la o cafenea și se împrietenește cu Wednesday. |
| Xavier Thorpe                    | Percy Hynes White   | Un student de la Nevermore Academy care o place pe Wednesday. |
| Enid Sinclair                    | Emma Myers          | Colega de cameră plină de culoare a lui Wednesday care încearcă să-i fie prietenă, în ciuda lipsei de interes a lui Wednesday pentru ea.                                                       |
| Bianca Barclay                   | Joy Sunday          | Un student de succes la Nevermore Academy care este o sirenă și fosta iubită a lui Xavier. |
| Ajax Petropolis                  | Georgie Farmer      | O gorgonă, Enid este îndrăgostită de el. |
| Yoko Tanaka                      | Naomi J. Ogawa      | Un vampir. |
| Marilyn Thornhill / Laurel Gates | Christina Ricci     | Un profesor la Nevermore Academy cu un interes pentru plante. |
| Eugene Ottinger                  | Moosa Mostafa       | Prieten al lui Wednesday, își iubește albinele de parcă ar fi proprii lui copii. |

### Roluri secundare
| Actor             | Actor                     | Descriere |
| ----------------- | ------------------------- | --- |
| Mână/Thing        | Victor Dorobanțu          | O rudă al lui Wednesday trimisă de Gomez să aibă grijă de ea la Nevermore Academy.                                         |
| Ritchie Santiago  | Luyanda Unati Lewis-Nyawo | Adjunct care lucrează cu Donovan.                                                                                          |
| Rowan Laslow      | Calum Ross                | Un discipol al lui Nevermore care are puteri telekinetice și provoacă probleme pentru Wednesday.                           |
| Lucas Walker      | Iman Marson               | Ierihon, fiul primarului.                                                                                                  |
| Maestrul Vlad     | Cezar Grumăzescu          | |
| Pugsley Addams    | Isaac Ordonez             | Fratele mai mic al lui Wednesday, care este adesea tachinat și pe care se bazează pentru a-l scoate din situații incomode. |
| Morticia Addams   | Catherine Zeta-Jones      | Mama lui Wednesday, care a frecventat Nevermore Academy când era mai mică.                                                 |
| Gomez Addams      | Luis Guzmán               | Tatăl lui Wednesday, care este un presupus criminal în serie .                                                             |
| Joseph Crackstone | William Houston           | Settler, fondatorul Jericho, vrea să-i extermine pe proscriși.                                                             |

## Episoade
| Nr. | Titlu                              | Regizat de      | Scris de                                     | Data lansării     |
| --- | ---------------------------------- | --------------- | -------------------------------------------- | ----------------- |
| 1 | „Wednesday's Child Is Full of Woe” | Tim Burton      | Alfred Gough⁠(d) & Miles Millar⁠(d)            | 23 noiembrie 2022 |
| Wednesday Addams, o elevă de liceu, îl găsește pe fratele ei Pugsley legat într-un dulap. Printr-o viziune, ea află cine sunt agresorii lui, pe care încearcă să-i omoare pentru răzbunare, dar este exmatriculată. Părinții ei, Morticia și Gomez, decid să o înscrie la Nevermore Academy, o școală pentru ființe rare. Între timp, un excursionist este ucis de o creatură necunoscută lângă Nevermore. Părinții lui Wednesday îl trimit pe Thing, o mână fermecată, fără trup, pentru a veghea asupra ei. Își cunoaște noua colegă de cameră, Enid, complet opusul ei, și se duelează cu Bianca, cea mai populară fată, după ce aceasta l-a agresat pe un alt băiat, Rowan. Mai târziu, Wednesday este aproape ucisă de un gargui care cade, dar este salvată de fostul iubit al Biancăi, Xavier. După ce a fugit din ședința de psihoterapie ordonată de directoare, Wednesday îl întâlnește pe Tyler, care acceptă să o ajute să scape din Nevermore. Ea este însă prinsă de Larissa Weems și dusă înapoi la școală. Mai târziu, Tyler și Wednesday se întâlnesc la bâlciul local, iar Wednesday are o viziune despre moartea lui Rowan. Rowan încearcă să o omoare, dar este ucis de monstru. |                                    |                 |                                              |                   |
| 2 | „Woe Is the Loneliest Number”      | Tim Burton      | Alfred Gough & Miles Millar                  | 23 noiembrie 2022 |
| Wednesday îl convinge pe scepticul șerif Galpin că autorul crimelor este de fapt un monstru. Deodată, Rowan reapare nevătămat. Wednesday se îndoiește în sinea ei și decide să investigheze ea însăși crimele. Ea cutreieră campusul întrebând despre Rowan și i se spune că a fost exmatriculat. Între timp, Weems devine îngrijorată de viziunile lui Wednesday, urmărind-o atent. Wednesday se confruntă cu un Rowan defensiv când părăsește școala și îl trimite pe Thing să-l urmeze. Wednesday nu știe că Rowan este de fapt Weems, care își poate schimba forma, iar Thing îi pierde urma. Wednesday are viziunea unei cărți care aparține unei vechi societăți studențești. În căutarea cărții, o aude pe Bianca plănuind să pună la cale următoarea competiție studențească. Wednesday se alătură lui Enid pentru a o învinge pe Bianca și a câștiga întrecerea. Mai târziu, Wednesday descoperă o bibliotecă secretă din cadrul școlii, unde este prinsă. |                                    |                 |                                              |                   |
| 3 | „Friend or Woe”                    | Tim Burton      | Kayla Alpert                                 | 23 noiembrie 2022 |
| Wednesday se trezește legată și înconjurată de membrii unei societăți studențești de elită, între care Bianca și Xavier. Wednesday se eliberează și iese din bibliotecă, luând cu ea una dintre cărți. Weems îi ordonă lui Wednesday să cânte în orchestra școlii la o ceremonie organizată de primarul Noble Walker. Un desen din carte o conduce la o expoziție de la bâlciul local, unde observă pictura unei fete pe care o văzuse în viziunile ei. În pădure, Wednesday are o viziune cu fata despre care se crede că este o strămoașă a ei, gata să fie executată de Joseph Crackstone, întemeietorul orașului, care intenționa să-i omoare pe toți inadaptații, dar ea scapă. Wednesday este surprinsă de monstru și descoperă că este un om. Întoarsă în oraș, Wednesday sabotează ceremonia și este mustrată de Weems. În timp ce investighează scena crimei din pădure, poliția găsește o cameră care a reușit să surprindă fotografii cu monstrul. |                                    |                 |                                              |                   |
| 4 | „Woe What a Night”                 | Tim Burton      | Kayla Alpert                                 | 23 noiembrie 2022 |
| Wednesday și Thing intră în biroul legistului pentru a copia dosarele de autopsie ale victimelor monstrului. Încercând să identifice un model, ea descoperă că fiecărei victime i s-au îndepărtat chirurgical părți ale corpului. Wednesday devine suspicioasă față de Xavier și îl urmărește în atelierul său de artă, unde descoperă mai multe desene ale monstrului, care au condus-o la bârlogul monstrului. Acolo, ea îi ia una dintre gheare și i-o dă șerifului Galpin pentru a-i analiza ADN-ul. Wednesday și Tyler participă împreună la un dans local. Între timp, colegul de clasă Eugene, care este la curent cu munca de investigație a lui Wednesday, observă o siluetă îmbrăcată care detonează peștera monstrului. Dansul este întrerupt de fiul primarului Walker, Lucas, care declanșează aspersoarele de incendiu pentru a se răzbuna pentru că Wednesday a perturbat ceremonia orașului. Wednesday simte că Eugene este în pericol și se îndreaptă spre pădure, doar pentru a-l găsi grav rănit de monstru. |                                    |                 |                                              |                   |
| 5 | „You Reap What You Woe”            | Gandja Monteiro | April Blair                                  | 23 noiembrie 2022 |
| Cu 32 de ani în urmă, Gomez este arestat sub suspiciunea că l-ar fi ucis pe Garrett Gates la Nevermore. În prezent, soții Addams o vizitează pe Wednesday pentru weekendul părinților la Nevermore. O ședință de terapie în familie este întreruptă atunci când Wednesday își chestionează părinții cu privire la presupusa crimă. Între timp, șeriful Galpin află că medicul legist s-a sinucis după ce a recunoscut că a falsificat raportul de autopsie al lui Gates. Galpin ajunge la concluzia că Gomez este vinovat și îl arestează. În închisoare, Gomez îi dezvăluie lui Wednesday că Gates a fost ucis accidental, în timp ce Morticia mărturisește că l-a ucis pe Gates. Wednesday și Morticia dezgroapă mormântul lui Gates pentru a descoperi că acesta a fost otrăvit mortal înainte de a putea fi ucis, dar sunt prinse de poliție și ținute în arest pe durata nopții. Mai târziu, ele îl presează pe primarul Walker, care dezvăluie că Garrett intenționa să otrăvească întreaga școală din cauza urii tatălui său față de proscriși. Primarul Walker este de acord să-l elibereze pe Gomez după ce a recunoscut că a mușamalizat motivele lui Gates. Întoarsă la Nevermore, Weems recunoaște fără tragere de inimă că a acoperit moartea lui Rowan prin schimbarea formei, într-un efort de a evita controversele de la școală.                                    |                                    |                 |                                              |                   |
| 6 | „Quid Pro Woe”                     | Gandja Monteiro | April Blair                                  | 23 noiembrie 2022 |
| Wednesday încearcă s-o contacteze pe Goody, o strămoașă și instructoare de paranormal. În timpul unei petreceri aniversare-surpriză, Wednesday are o viziune a lui Goody, care o instruiește să caute în conacul Gates. Acolo, ea îl vede pe primarul Walker când părăsește clădirea și se strecoară în mașina lui. După ce a ajuns înapoi în oraș, primarul Walker este lovit și grav rănit. Weems închide școala și îi interzice lui Wednesday să părăsească campusul. Cu ajutorul lui Tyler și al lui Enid, ea scapă și se întoarce la conacul Gates. Acolo, ei descoperă că Laurel Gates, ruda lui Garrett despre care se credea că este moartă, ar putea fi încă în viață. Ei găsesc părțile de corp tăiate ale victimelor monstrului într-o pivniță, dar sunt obligați să fugă după ce au fost prinși în ambuscadă de monstru. Wednesday îl conduce pe Galpin la pivniță, doar pentru a o găsi goală. La Nevermore, Wednesday o convinge pe Weems să nu o exmatriculeze pentru a-și putea continua investigația. La spital, o figură necunoscută îl ucide pe primarul Walker. |                                    |                 |                                              |                   |
| 7 | „If You Don't Woe Me by Now”       | James Marshall  | Alfred Gough & Miles Millar and Matt Lambert | 23 noiembrie 2022 |
| La înmormântarea primarului Walker, Wednesday observă o siluetă care pândește și o urmărește în pădure. Silueta este de fapt Unchiul Fester, care îi explică lui Wednesday că monstrul pe care l-a investigat este un Hyde. Împreună, ei iau din biblioteca ascunsă un jurnal care dezvăluie că un Hyde trebuie să aibă întotdeauna un maestru. Mai târziu, ei îl urmăresc pe Xavier, pe care îl văd întâlnindu-se cu Dr. Kinbott, psihoterapeuta lui Wednesday, în pădure. După ce s-a întors de la o întâlnire cu Tyler, Wednesday își găsește căminul devastat, jurnalul furat și pe Thing grav rănit. Cercetările asupra lui Laurel Gates dezvăluie că ea este atât în viață, cât și stăpâna Hyde-ului. Wednesday o suspectează inițial pe Dr. Kinbott, dar și aceasta este ucisă de Hyde. Poliția sosește pentru a-l aresta pe Xavier, care Wednesday crede că este monstrul. Wednesday se întâlnește cu Tyler și îl sărută, dar dintr-o dată are o viziune din care află că el este Hyde-ul. |                                    |                 |                                              |                   |
| 8 | „A Murder of Woes”                 | James Marshall  | Alfred Gough & Miles Millar                  | 23 noiembrie 2022 |
| Wednesday și colegii ei îl ademenesc pe Tyler în pădure, unde îl răpesc. Încercând să extragă o mărturisire, Wednesday începe să-l tortureze pe Tyler. Nefiind de acord cu metodele ei, colegii ei o alertează pe Weems, iar Wednesday este arestată. La secția de poliție, Tyler mărturisește în cele din urmă că este monstrul. Sătul de comportamentul lui Wednesday, Weems o exmatriculează de la Nevermore. Wednesday îl vizitează la spital pe Eugene, care îi spune că silueta pe care a văzut-o la peștera monstrului purta cizme roșii, similare cu ale doamnei Thornhill. Folosindu-și puterile de schimbare a formei, Weems și Wednesday o fac pe Thornhill să-și mărturisească adevărata identitate, Laurel Gates. Cu toate acestea, Gates reușește s-o omoare pe Weems și s-o imobilizeze pe Wednesday. Folosind sângele lui Wednesday, Gates îl învie pe Crackstone și o lasă pe Wednesday să moară, dar Goody pare să o vindece. Enid, transformându-se în cele din urmă în forma ei de vârcolac, îl învinge pe Tyler în forma sa de Hyde, în timp ce Crackstone pătrunde în Nevermore în încercarea de a distruge școala. Cu ajutorul Biancăi, Wednesday îl distruge pe Crackstone, iar Eugene o ajută s-o învingă pe Gates. Xavier este eliberat din închisoare, Tyler este reținut și Wednesday pleacă de la Nevermore, care se închide pentru restul semestrului. |                                    |                 |                                              |                   |

## Producția serialului
În timpul pre-producției filmului din 1991, Tim Burton a fost abordat pentru regie, dar în cele din urmă a renunțat din cauza suprapunerii cu lucrul la Batman Returns, lăsându-l pe Barry Sonnenfeld să preia conducerea.  În martie 2010, a fost anunțat că Illumination Entertainment a achiziționat împreună cu Universal Pictures drepturile asupra desenelor animate ale familiei Addams.  În 2010, filmul a fost programat să fie un desen animat bazat pe desenele originale ale lui Charles Addams. Burton ar fi co-scris și co-produs filmul și a fost considerat și regizor.  În iulie 2013, s-a anunțat că turnarea filmului a fost anulată. 
În octombrie 2020, a fost anunțat un proiect fără titlu al familiei Addams intitulat inițial Wednesday, iar Burton urma să fie regizor. Serialul ar fi fost produs de MGM Television.  În februarie 2021, Netflix a pornit producția serialului de opt episoade. 

### Filmare
Filmările au început pe 13 septembrie 2021 la București și la Castelul Cantacuzino din Bușteni. Acestea s-au încheiat pe 30 martie 2022.  
Pregătirea pentru un al doilea sezon a început în decembrie 2022, după achiziția de către Amazon a Metro-Goldwyn-Mayer. Pe data de 6 ianuarie 2023 serialul a fost reînnoit pentru un al doilea sezon care va fi lansat tot pe platforma Netflix.